# El Forn d’en Gestí
El Forn d'en Gestí – miejscowość w Hiszpanii, w Katalonii, w prowincji Girona, w comarce Alt Empordà, w gminie Cabanes.
Według danych INE z 2005 roku miejscowość zamieszkiwało 75 osób.